# یونوتس ندلچارو
یونوتس ندلچارو (انگلیسی: Ionuț Nedelcearu؛ زادهٔ ۲۵ آوریل ۱۹۹۶) بازیکن فوتبال اهل رومانی است.
از باشگاه‌هایی که در آن بازی کرده‌است می‌توان به باشگاه فوتبال دینامو بخارست، باشگاه فوتبال پالرمو، باشگاه فوتبال آ. ا. ک آتن، باشگاه فوتبال کروتونه و باشگاه فوتبال اوفا اشاره کرد.
وی همچنین در تیم‌های ملی فوتبال زیر ۲۱ سال رومانی، زیر ۲۱ سال رومانی و رومانی بازی کرده‌است.